# یواس‌اس تریومف (ای‌ام-۳۲۳)
یواس‌اس تریومف (ای‌ام-۳۲۳) (به انگلیسی: USS Triumph (AM-323)) یک کشتی بود که طول آن ۲۲۱ فوت ۳ اینچ (۶۷٫۴۴ متر) بود. این کشتی در سال ۱۹۴۳ ساخته شد.